# Sean Corbin
Sean Corbin (* 18. März 1966 in Baltimore, Maryland) ist ein US-amerikanischer Schiedsrichter im Basketball, der seit dem Jahr 1993 in der NBA tätig ist. Er trägt die Uniform mit der Nummer 33.

## Karriere

### College-Basketball
Vor dem Einstieg in die professionellen Basketballwettbewerbe arbeitete er für neun Jahre als College-Basketballschiedsrichter u. a. in der Big East Conference, Southern Conference, Southeastern Conference, Mid-Eastern Athletic Conference und Metro Atlantic Athletic Conference.

### Continental Basketball Association
Vor dem Einstieg in die NBA arbeitete er für vier Jahre als Schiedsrichter in der Continental Basketball Association.

### National Basketball Association
Corbin begann im Jahr 1993 seine NBA-Schiedsrichterlaufbahn beim Spiel der Houston Rockets gegen die New Jersey Nets.